# Francesco Gallo
Pour les articles homonymes, voir Francesco Gallo (homonymie).
Francesco Gallo (né le 6 novembre 1672 à Mondovì, mort le 20 juin 1750  dans la même ville) est un architecte baroque piémontais (région d'Italie).

## Biographie
Francesco Gallo fut tout autant topographe, ingénieur militaire et hydraulique (son matériau préféré était la brique).
On lui doit particulièrement la coupole elliptique monumentale du sanctuaire de Vicoforte, près de Mondovì, avec le petit temple, le tempietto del Pilone à l'intérieur, et l'église paroissiale de Carrù construite de 1703 à 1719.